# Rara - Una strana famiglia
Rara - Una strana famiglia (Rara) è un film del 2016 diretto da Pepa San Martín.
La storia, sceneggiata dalla regista con Alicia Scherson, è basata su una reale battaglia legale intrapresa da un uomo nei confronti della sua ex moglie, omosessuale, per ottenere la custodia delle due figlie.

## Trama
Un'adolescente ed una bambina sono alle prese con la crescita in una famiglia omosessuale e con i pregiudizi sociali che ne conseguono.
Sara è una ragazza di tredici anni figlia di genitori divorziati. La sua vita si divide tra la casa in cui vive con una sorella più piccola, sua madre e la sua compagna, e la casa di suo padre che divide con la sua nuova moglie. Sara trascorre le sue giornate nella normalità fino a quando l'adolescenza fa capolino e gli iniziali confronti con la sessualità cominciano a sollevare i primi quesiti.
Dopo una serie di avvenimenti il padre decide di intraprendere un'azione legale nei confronti dell'ex moglie per ottenere la custodia delle sue due bambine.

## Distribuzione
In Italia il film è stato distribuito dalla Nomad Film Distribution il 13 ottobre 2016.

## Riconoscimenti
Rara è stata presentata in concorso al Giffoni Film Festival nella sezione Generator+13. In concorso alla 66ª edizione del Festival Internazionale del Cinema di Berlino, il film ha ricevuto il premio “Miglior Film” all’interno della sezione K+ Generation. La giuria ha motivato il premio con queste parole: "Sin dall'immagine di apertura il film ci offre uno sguardo accurato e gradevole sulla vita di un’adolescente che deve lottare con i problemi di tutti i giorni. Ogni scena in questo film potente è costruita con economia di movimenti e di sceneggiatura. I personaggi e le loro relazioni descrivono una realtà che riflette il mondo nel quale viviamo e che al contempo ci fa interrogare sul concetto di famiglia perfetta. La recitazione, la sceneggiatura ma più di tutto la regia ci assorbono completamente in questa storia di lealtà, disperazione, speranza e di amore nelle sue molteplici forme."
La pellicola ha ricevuto il premio Sebastiane Latino alla 64ª edizione del Festival di San Sebastian, ed il premio Horizontes Latinos. Questo premio riconosce il film latino-americano che meglio rappresenta la difesa delle rivendicazioni e dei valori delle persone lesbiche, gay, bisessuali e transgender. La motivazione della giuria: "Il film dà forma al nemico col quale tutte le persone LGBT devono fare i conti , quell'omofobia interiorizzata che dopo anni di repressione diventa un sentimento radicato selvaggiamente dentro di noi e che ci impedisce di manifestare un sano affetto di fronte alla società". San Martin fa sì che la protagonista "per paura di un rifiuto inesistente inneschi una sequenza di eventi che portano a una situazione spiacevole per tutte le persone che la circondano".
Al festival portoghese Queer Lisboa la pellicola ha vinto il premio del pubblico come miglior lungometraggio e la protagonista, Julia Lübbert, ha vinto il premio come miglior attrice.